# Margine passivo
Un margine passivo è la transizione tra la litosfera oceanica e quella continentale che non è il margine attivo di una placca.

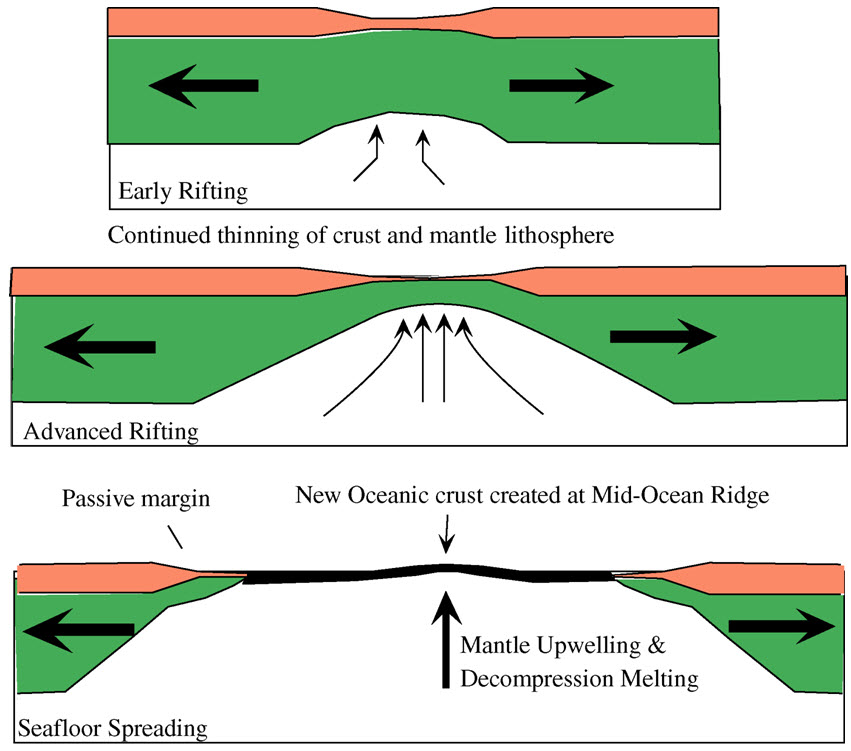
Transizione dal rifting alla distensione

 È costruito dalla sedimentazione su un antico rift, ora segnato dalla litosfera transizionale. Il rifting continentale crea nuovi bacini oceanici. Alla fine il rift continentale forma una dorsale oceanica e il luogo dell'estensione si allontana dal margine continente-oceano. La transizione tra la litosfera continentale e quella oceanica che era stata creata originariamente dal rifting è nota come margine passivo.

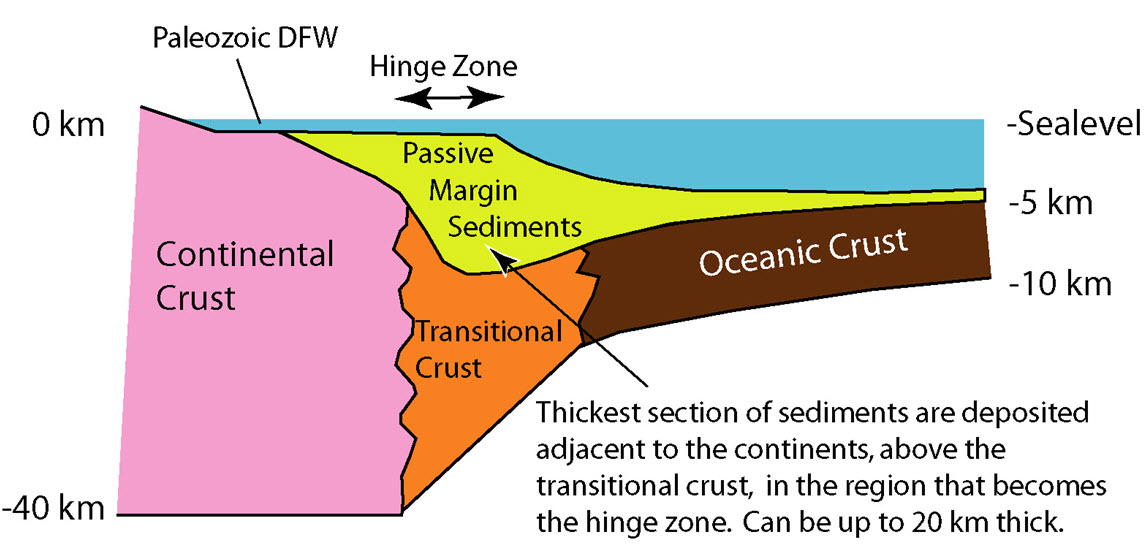
Margine continentale passivo

## Distribuzione globale

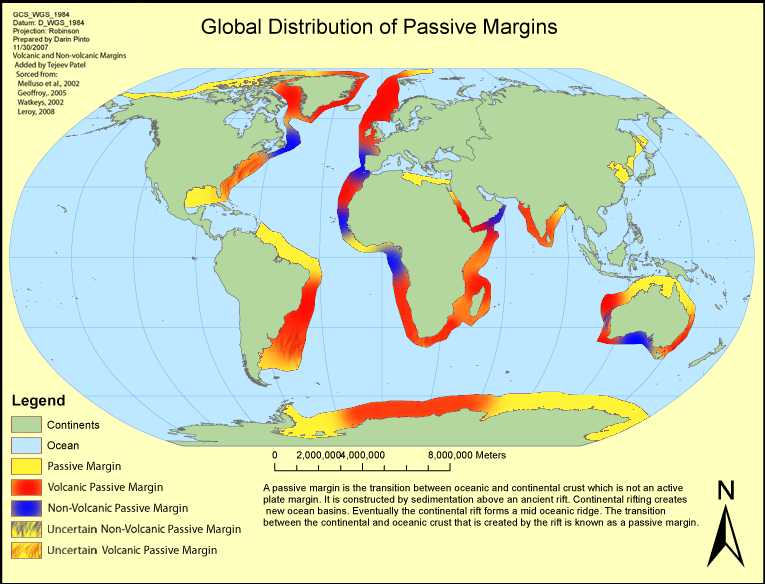
Mappa che mostra la distribuzione dei margini passivi della Terra (zone gialle).

I margini passivi si trovano presso ogni oceano e confine continentale che non sia segnato come una faglia trascorrente o una zona di subduzione. I margini passivi definiscono la regione intorno all'Oceano Atlantico, al Mar Glaciale Artico e all'Oceano Indiano occidentale nonché le intere coste dell'Africa, della Groenlandia, dell'India e dell'Australia. Essi si trovano anche sulla costa orientale del Nord America e del Sud America, nell'Europa occidentale e nella maggior parte dell'Antartide. Anche l'Asia orientale contiene alcuni margini passivi.

## Componenti essenziali

### Margini attivi e passivi
Questa distinzione riguarda il fatto se un confine crostale tra litosfera oceanica e continentale sia o no anche il confine tra due placche tettoniche. I margini attivi si trovano sul bordo di un continente dove avviene la subduzione. Essi sono spesso segnati da sollevamenti e da cinture montuose vulcaniche sulla placca continentale. Meno spesso vi è una faglia trascorrente, come quella che definisce la linea costiera meridionale dell'Africa occidentale. La maggior parte del margine dell'Oceano Indiano orientale e quasi tutto quello dell'Oceano Pacifico sono esempi di margini attivi. Sebbene una saldatura tra litosfera oceanica e continentale sia chiamata margine passivo, non si tratta di un margine inattivo. Subsidenza attiva, sedimentazione, fagliamento di crescita, formazione di fluidi nei pori e migrazione sono tutti processi attivi che hanno luogo sui margini passivi. Questi ultimi quindi sono "passivi" solo in quanto non sono confini tra placche attive.

### Morfologia
I margini passivi consistono sia di terne piana costiera sulla terraferma-pendio-scarpata sia di terne piattaforma continentale in mare aperto-pendio-scarpata. Le piane costiere sono spesso dominate da processi fluviali, mentre la piattaforma continentale è dominata da processi di correnti deltizie e litorali. I grandi fiumi (Rio delle Amazzoni. Orinoco, Congo, Nilo, Gange, Fiume Giallo, Fiume Azzurro e Mackenzie) drenano attraverso i margini passivi. Gli estuari estesi sono comuni sui margini passivi maturi. Sebbene vi siano molti tipi di margini passivi, le morfologie della maggior parte dei margini passivi sono notevolmente simili. Tipicamente sono costituiti da una piattaforma continentale, un pendio continentale, una scarpata continentale e una piana abissale. Le espressioni morfologiche di queste caratteristiche sono definite in gran parte dalla sottostante crosta transizionale e dalla sedimentazione sopra di essa. I margini passivi definiti da un grande bilancio sedimentario fluviale e quelli dominati dal corallo e da altri processi biogeni generalmente hanno una morfologia simile. Inoltre, la rottura della piattaforma sembra segnare il punto massimo di bassa marea del Neogene, definito dai massimi glaciali. La piattaforma e il pendio continentali esterni possono essere tagliati da grandi canyon sottomarini, che segnano la continuazione in mare aperto dei fiumi. Ad alte latitudini e durante le glaciazioni, la morfologia sottocosta dei margini passivi può riflettere processi glaciali, come i fiordi della Norvegia e della Groenlandia.

### Sezione trasversale

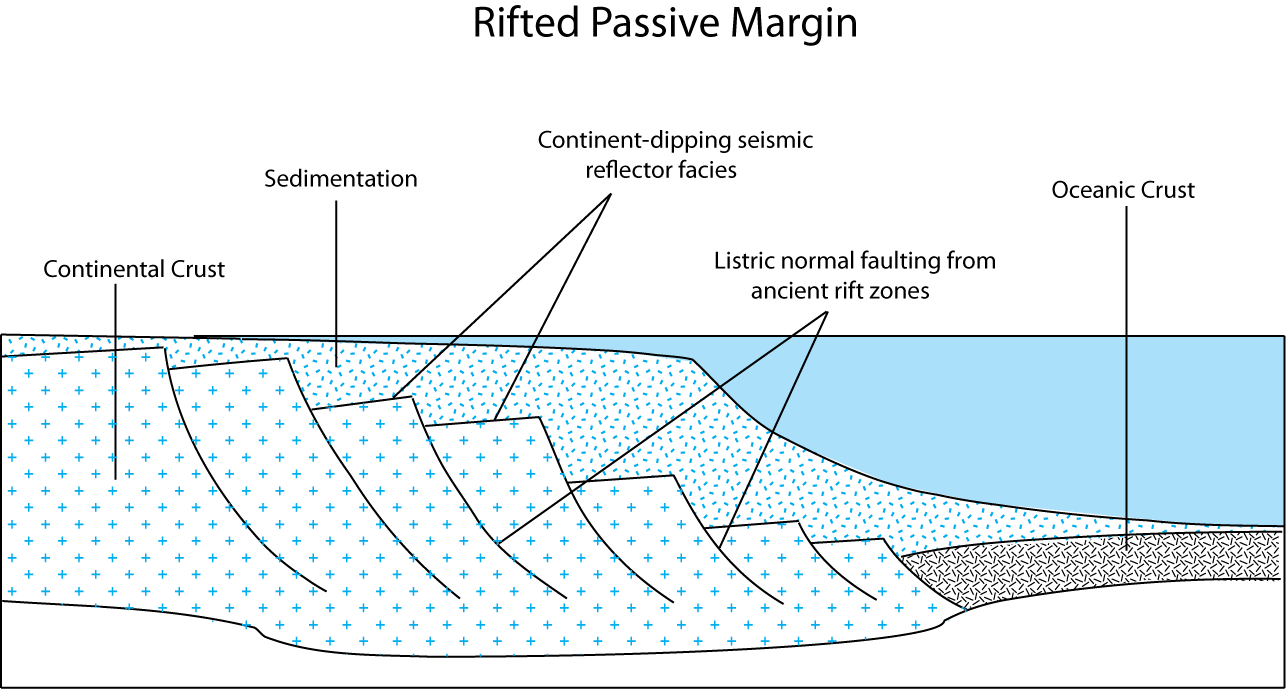
Crosta transizionale composta da crosta continentale allungata e fagliata. Nota: la scala verticale è grandemente esagerata rispetto alla scala orizzontale.

Sezione trasversale attraverso la crosta transizionale di un margine passivo. Crosta transizionale come grande costrutto vulcanico. Nota: la scala verticale è grandemente esagerata rispetto alla scala orizzontale.

Le caratteristiche principali dei margini passivi giacciono sotto i caratteri esterni. Al di sotto dei margini passivi la transizione tra la crosta continentale ed oceanica è un'ampia transizione conosciuta come crosta transizionale. La crosta continentale subdotta è segnata da faglie normali che si immergono verso il mare. La crosta fagliata transita nella crosta oceanica e può essere sepolta profondamente a causa della subsidenza termica e della massa di sedimento che si raccoglie sopra di essa. La litosfera al di sotto dei margini passivi è nota come litosfera. La litosfera si assottiglia verso il mare mentre transita verso il mare stesso fino alla crosta oceanica. Si formano diversi tipi di crosta transizionale, a seconda di quanto velocemente avviene il rifting e di quanto caldo era il mantello sottostante al tempo del rifting. I margini passivi vulcanici rappresentano un tipo di crosta transizionale di membro finale, l'altro tipo di membro finale (amagmatico) è il margine passivo segnato da rift. I margini passivi vulcanici sono anch'essi segnati da numerosi dicchi e intrusioni ignee all'interno della crosta continentale subdotta. Ci sono tipicamente molti dicchi formati perpendicolarmente ai flussi di lava e ai filoni-strato che si immergono verso il mare. Le intrusioni ignee all'interno della crosta possono causare flussi di lava lungo la cima della crosta continentale subdotta e formano riflettori che si immergono verso il mare.

## Meccanismo di subsidenza
I margini passivi sono caratterizzati da spessi accumuli di sedimenti. Lo spazio per questi sedimenti è chiamato accomodamento ed è dovuto in particolare alla subsidenza della crosta transizionale. La subsidenza è causata in definitiva dall'equilibrio gravitazionale che si stabilisce fra i tratti crostali, noto come isostasia. L'isostasia controlla il sollevamento del fianco del rift e la successiva subsidenza del margine passivo in evoluzione e si riflette per la maggior parte nei cambiamenti della trasmissione di calore. La trasmissione di calore presso i margini passivi cambia significativamente nell'arco della loro vita, alta all'inizio e decrescente con l'età. Nello stadio iniziale, la crosta continentale e la litosfera si allunga e assottiglia a causa del movimento delle placche (tettonica delle placche) e dell'associata attività ignea. La sottilissima litosfera sotto il rift permette al mantello in risalita di fondere per decompressione. L'assottigliamento litosferico permette anche all'astenosfera di salire più vicino alla superficie, riscaldando la litosfera sovrastante per conduzione e avvezione di calore mediante dicchi intrusivi. Il riscaldamento riduce la densità della litosfera e solleva la crosta e la litosfera inferiore. In aggiunta, pennacchi del mantello (mantle plumes) possono riscaldare la litosfera e causare una prodigiosa attività ignea. Una volta che si forma una dorsale oceanica e comincia l'espansione del fondale oceanico, il sito originario del rifting è separato in margini passivi coniugati (ad esempio, il margine statunitense orientale e quello africano nordoccidentale erano parti dello stesso rift nel primo periodo Mesozoico e ora sono margini coniugati) e migra lontano dalla zona di risalita del mantello, mentre comincia il riscaldamento e il raffreddamento. La litosfera del mantello al di sotto della transizione oceanica continentale assottigliata e fagliata si raffredda, si assottiglia, aumenta di densità e comincia così a sprofondare. L'accumulo di sedimenti sopra la crosta e la litosfera transizionale in subsidenza abbassa ulteriormente la crosta transizionale.

## Classificazione dei margini passivi
Ci sono quattro diversi aspetti in base ai quali classificare i margini passivi:
1. la geometria della formazione vista sulla mappa (con rift, con taglio e transtensionale),
2. la natura della crosta transizionale (vulcanica e non vulcanica),
3. se la crosta transizionale rappresenta un cambiamento continuo dalla crosta continentale normale a quella oceanica normale o se questa include rift isolati o blocchi continentali incagliati (semplici e complessi), e
4. la sedimentazione (dominata dai carbonati, dominata dai clasti o povera di sedimenti).

Il primo aspetto descrive la relazione tra l'orientamento del rift e il moto delle placche, il secondo descrive la natura della crosta transizionale e il terzo descrive la sedimentazione post rift. Tutti e tre gli aspetti devono essere considerati nel descrivere un margine passivo. Infatti, i margini passivi sono estremamente lunghi e variano per la loro lunghezza rispetto alla geometria del rift, alla natura della crosta transizionale e al rifornimento del sedimento; è più appropriato suddividere i singoli margini passivi in segmenti su questa base e applicare la triplice classificazione a ciascun segmento.

### Geometria dei margini passivi

#### Margine conrift
Questo è il modo tipico in cui si formano i margini passivi, quando i tratti continentali separati si muovono perpendicolarmente alla linea costiera. Così si aprì l'Atlantico Centrale, a cominciare dal periodo giurassico. Il fagliamento tende ad essere listrico: faglie normali che si appiattiscono con la profondità.

#### Margine con taglio
I margini con taglio si formano dove la frattura continentale era associata a faglie trascorrenti. Un buon esempio di questo tipo di margine si trova sulla costa il volto sud dell'Africa occidentale. I margini con il taglio sono estremamente complessi e tendono ad essere piuttosto stretti. Essi differiscono anche dai margini passivi con il rift nello stile strutturale e nell'evoluzione termica durante la frattura continentale. Quando l'asse di espansione del fondo marino si muove lungo il margine, il sollevamento termico produce una dorsale. Questa dorsale intrappola i sedimenti, consentendo in tal modo l'accumulo di spesse sequenze. Questi tipi di margini passivi sono meno vulcanici.

#### Margine transtensionale
Questo tipo di margine passivo si sviluppa dove il rifting è obliquo rispetto alla linea costiera, come sta ora avvenendo nel Golfo di California.

### Natura della crosta transizionale
La crosta transizionale, che separa le vere croste oceanica e continentale, è il fondamento di qualunque margine passivo. Questo si forma durante lo stadio di  rifting e consiste di due endomembri: vulcanico e non vulcanico. Questo schema di classificazione si applica solo al margine con rift e transtensionale; della crosta transizionale dei margini con taglio si sa molto poco.

#### Margine con rift non vulcanico
I margini non vulcanici si formano quando l'estensione è accompagnata da una fusione del mantello e da un vulcanismo di modeste dimensioni. La crosta transizionale non vulcanica consiste di crosta continentale allungata e assottigliata. I margini non vulcanici sono caratterizzati tipicamente riflettori sismici inclinati verso il continente (blocchi crostali ruotati e sedimenti associati) e basse velocità delle onde P (< 7,0 km/s) nella parte inferiore della crosta transizionale.

#### Margine conriftvulcanico
I margini vulcanici formano parte di grandi province ignee, che sono caratterizzate da massicce messe in posto di rocce mafiche estrusive ed intrusive lungo brevissimi periodo di tempo. I margini vulcanici si formano quando il rifting è accompagnato da una significativa fusione del mantello, con vulcanismo che si verifica prima e/o durante la rottura continentale. La crosta transizionale dei margini vulcanici è composta di rocce ignee basaltiche, comprese colate di lava, filoni-strato, dicchi e gabbri.
I margini vulcanici di solito sono distinti dai margini non vulcanici (o poveri di magma) (ad es. il margine iberico, il margine di Terranova) che non contengono grandi quantità di rocce estrusive e/o intrusive e possono esibire caratteristiche crostali come il mantello senza tetto e serpentinizzato. È noto che i margini vulcanici differiscono dai margini poveri di magma in molti modi:
- una crosta transizionale composta di rocce ignee basaltiche, comprese, come già indicato, colate di lava, filoni-strato, dicchi e gabbri.
- un enorme volume di colate di basalto, espresso tipicamente come sequenze dei riflettori inclinate verso il mare (seaward-dipping reflector sequences, SDRS) ruotate durante i primi stadi di accrezione crostale (stadio di rottura),
- la presenza di numerosi complessi di filoni-strato/dicchi e complessi di bocche che si intrudono nel bacino adiacente,
- la mancanza di una significativa subsidenza dei margini passivi durante e dopo la rottura, e
- la presenza di una crosta inferiore con velocità delle onde sismiche P anormalmente alte (Vp = 7,1-7,8 km/s) – designate come corpi crostali inferiori (lower crustal bodies, LCB) nella letteratura geologica.

Le alte alte velocità (Vp > 7 km) e i grandi spessori degli LCB sono prove a sostegno dell'ipotesi dell'accrezione alimentata dai pennacchi (ispessimento mafico) nella placca sotto la crosta durante la rottura continentale. Gli LCB sono collocati lungo la transizione continente-oceano, ma possono a volte estendersi sotto la parte continentale del margine con il rift (come si osserva per esempio nel margine medio-norvegese). In campo continentale, c'è ancora una discussione aperta sulla loro reale natura, cronologia e implicazioni geodinamiche e petrolifere.
Esempi di margini vulcanici:
- Il margine dello Yemen
- Il margine est australiano
- Il margine ovest indiano
- Il margine di Hatton-Rockal
- La costa est degli Stati Uniti d'America
- Il margine medio-norvegese
- I margini brasiliani
- Il margine namibiano
- Il margine est groenlandese
- Il margine ovest groenlandese

Esempi di margini non vulcanici:
- Il margine di Terranova
- Il margine iberico
- I margini del Mare del Labrador (Labrador e Groenlandia sudoccidentale)

### Eterogeneità della crosta transizionale

#### Crosta transizionale semplice
I margini passivi di questo tipo mostrano una progressione semplice attraverso la crosta transizionale, dalla crosta continentale normale alla crosta continentale normale. Il margine passivo al largo del Texas è un buon esempio.

#### Crosta transizionale complessa
Questo tipo di crosta transizionale è caratterizzato da rift e da blocchi continentali abbandonati, come l'Altopiano di Blake, i Grandi Banchi di Terranova o le Isole Bahama al largo della Florida orientale.

### Sedimentazione
Un quarto modo di classificare i margini passivi è secondo la natura della sedimentazione del margine passivo maturo. La sedimentazione continua durante tutta la vita di un margine passivo. Essa cambia rapidamente e progressivamente durante gli stadi iniziali di formazione di un margine passivo perché il rifting comincia sulla terra, diventando marino quando si apre il rift e si crea un vero margine passivo. Conseguentemente, la storia della sedimentazione di un margine passivo comincia con i depositi fluviali, lacustri o altri subaerei, evolvendosi con il tempo a seconda di come si verifica il rifting e di come, quando e con che tipo sedimento varia.

#### Costruttivi
I margini costruttivi sono il modo "classico" della sedimentazione dei margini passivi. La sedimentazione normale è il risultato del trasporto e deposito di sabbia, silt e argilla da parte dei fiumi attraverso i delta e della redistribuzione di questi sedimenti da parte delle correnti lungo costa. La natura dei sedimenti può cambiare notevolmente lungo un margine passivo, a causa delle interazioni tra la produzione di sedimenti carbonatici, l'immissione clastica dei fiumi e il trasporto lungo costa. Dove le immissioni di sedimenti clastici sono piccole, la sedimentazione biogenica può dominare particolarmente dominare la sedimentazione sottocosta. Il margine passivo del Golfo del Messico lungo gli Stati Uniti meridionali è un eccellente esempio di questo, con ambienti costieri fangosi e sabbiosi lungo la corrente (ovest) proveniente dal Delta del Mississippi e spiagge di sabbia carbonatica a est. Gli spessi strati di sedimento si assottigliano gradualmente al crescere della distanza in alto mare, secondo la subsidenza del margine passivo e l'efficacia dei meccanismi di trasporto in alto mare come le correnti torbide e i canali sottomarini.
Lo sviluppo del bordo della piattaforma e la sua migrazione nel corso del tempo è critico per lo sviluppo di un margine passivo. L'ubicazione della rottura del margine della piattaforma riflette una complessa interazione tra la sedimentazione, il livello del mare e la presenza di dighe di sedimenti. Le barriere coralline servono da baluardi che permettono al sedimento di accumularsi tra di essi e la costa, interrompendo il rifornimento di sedimento alle acque più profonde. Un altro tipo di diga di sedimenti deriva dalla presenza di cupole saline, come sono comuni lungo il margine passivo del Texas e della Louisiana.

#### Impoveriti
I margini impoveriti di sedimenti (in inglese: sediment-starved, letteralmente "affamati di sedimenti") producono piattaforme continentali e margini passivi stretti. Questo è comune specialmente nelle regioni aride, dove c'è uno scarso trasporto di sedimento da parte dei fiumi o redistribuzione da parte delle correnti lungo costa. Il Mar Rosso è un buon esempio di margine passivo impoverito di sedimenti.

## Formazione
Ci sono tre stadi principali nella formazione dei margini passivi:
1. Nel primo stadio si crea un rift continentale a causa dell'allungamento e dell'assottigliamento della crosta e della litosfera per il movimento delle placche. Questo è l'inizio della subsidenza della costa continentale. Il drenaggio generalmente è lontano dal rift a questo stadio.
2. Il secondo stadio conduce alla formazione di un bacino oceanico, simile al moderno Mar Rosso. La crosta continentale in subsidenza subisce un fagliamento normale mentre si stabiliscono condizioni marine transizionali. Aree con una ristretta circolazione delle acque marine abbinate al clima arido creano depositi di evaporiti. L'allungamento e l'assottigliamento della crosta e della litosfera stanno ancora avendo luogo in questo stadio. I margini passivi vulcanici hanno anche intrusioni ignee e dicchi durante questo stadio.
3. L'ultimo stadio nella formazione avviene soltanto quando l'allungamento crostale cessa e la crosta e la litosfera transizionale sprofonda come risultato del raffreddamento e dell'ispessimento (subsidenza termica). Il drenaggio inizia a scorrere verso il margine passivo facendo accumulare il sedimento su di esso.

## Significato economico
I margini passivi sono importanti obiettivi di esplorazione per la ricerca petrolifera. Mann et al. (2001) classificarono 592 grandi giacimenti petroliferi in sei categorie di bacini e ambienti tettonici, e notarono che i margini passivi continentali rappresentavano il 31% dei grandi giacimenti. I rift continentali (che è probabile che con il tempo evolvano in margini passivi) contengono un altro 30% dei grandi giacimenti petroliferi. I bacini associati alle zone di collisione e di subduzione sono dove si trovano la maggior parte dei grandi giacimenti petroliferi rimanenti.
I margini passivi sono depositi di petrolio perché questi ultimi sono associati a condizioni favorevoli all'accumulazione e alla maturazione di materia organica. Le condizioni dei primi rifting continentali determinarono lo sviluppo di bacini anossici, a grandi flussi sedimentari e organici e alla preservazione di materia organica che condussero a depositi di petrolio e gas. Il petrolio greggio si formerà da questi depositi. Queste località sono infatti quelle nelle quali le risorse petrolifere sono più profittevoli e produttive. I campi petroliferi si trovano in margini passivi in tutto il globo, compresi il Golfo del Messico, la Scandinavia occidentale e l'Australia occidentale.

## Diritto del mare
Le discussioni internazionali su chi controlla le risorse dei margini passivi formano oggetto di negoziati nell'ambito del diritto del mare. Le piattaforme continentali sono parti essenziali delle zone economiche esclusive, importanti per i depositi minerari sul fondo marino (inclusi petrolio e gas) e per le zone di pesca.